# The Crown (2.ª temporada)
A segunda temporada de The Crown segue a vida e o reinado da Rainha Elizabeth II. Consiste em dez episódios e foi lançado na Netflix em 8 de dezembro de 2017.
Claire Foy estrela como Elizabeth, junto com os membros do elenco principal Matt Smith, Vanessa Kirby, Jeremy Northam, Anton Lesser, Greg Wise, Victoria Hamilton, Matthew Goode, Alex Jennings e Lia Williams . Os membros do elenco principal original Jared Harris, John Lithgow e Ben Miles também retornam em participações especiais.

## Premissa
The Crown traça a vida da Rainha Elizabeth II desde seu casamento em 1947 até os dias atuais. A segunda temporada cobre o período entre 1956 e 1964. Claire Foy continua a retratar a Rainha na primeira parte de seu reinado, e a temporada apresenta a Crise de Suez em 1956, a aposentadoria do terceiro Primeiro-ministro da Rainha, Harold Macmillan, em 1963 após o escândalo político do caso Profumo, e o nascimento de Príncipe Andrew em 1960 e Príncipe Edward em 1964. A temporada também apresenta John F. Kennedy, Jackie Kennedy e Lord Altrincham.

## Elenco

### Principal
- Claire Foy como Rainha Elizabeth II[7]
- Matt Smith como Príncipe Philip, Duque de Edimburgo, marido da rainha
- Vanessa Kirby como Princesa Margaret, irmã mais nova de Elizabeth II
- Jeremy Northam como Anthony Eden, o primeiro ministro[8]
- Anton Lesser como Harold Macmillan, o primeiro ministro que sucedeu Anthony Eden[9]
- Greg Wise como Lord Mountbatten, tio do Príncipe Philip
- Victoria Hamilton como Rainha Elizabeth, A Rainha Mãe (mãe de Elizabeth II)
- Matthew Goode como Tony Armstrong-Jones, namorado depois noivo e marido da Princesa Margareth[2]
- Alex Jennings como David, duque de Windsor, ex-rei Edward VIII, tio de Elizabeth II[10]
- Lia Williams como Wallis, Duquesa de Windsor, esposa do Duque de Windsor, tia de Elizabeth II

#### Participação especial
Os atores abaixo são creditados nos títulos de abertura de episódios individuais nos quais eles desempenham um papel significativo.
- Gemma Whelan como Patricia Campbell
- John Heffernan como Lord Altrincham
- Paul Sparks como Billy Graham, pastor evangélico estadunidense
- Jared Harris como o Rei George VI, o pai de Elizabeth II[7]
- John Lithgow como Winston Churchill, ex-primeino ministro
- Ben Miles como capitão do grupo Peter Townsend, ex noivo da Princesa Margareth[11]
- Michael C. Hall como o John F. Kennedy, presidente dos Estados Unidos
- Jodi Balfour como Jackie Kennedy, primeira-dama dos Estados Unidos
- Burghart Klaußner como Dr. Kurt Hahn, educador alemão e diretor da escola aonde o Príncipe Philip e o Príncipe Charles estudaram
- Finn Elliot como o jovem Philip
- Julian Baring como o príncipe Charles criança[10]

### Recorrente
- Will Keen como Michael Adeane (9 episódios)
- Daniel Ings como Mike Parker (3 episódios)
- Chloe Pirrie como Eileen Parker (3 episódios)
- Pip Torrens como Tommy Lascelles (7 episódios)
- Billy Jenkins como Príncipe Charles, filho mais velho da Rainha Elizabeth (3 episódios)
- Harry Hadden-Paton como Martin Charteris (5 episódios)
- Clive Francis como Lord Salisbury, político inglês (3 episódios)
- Nicholas Burns como Anthony Nutting (2 episódios)
- Lizzy McInnerny como Bobo MacDonald (5 episódios)
- Lucy Russell como Lady Mountbatten, espoda de Lord Mountbatten, tia do Príncipe Phillip (3 episódios)
- George Asprey como Walter Monckton (3 episódios)
- Richard Elfyn como Selwyn Lloyd (4 episódios)
- Michael Culkin como Rab Butler (3 episódios)
- Adrian Lukis como Vice-Almirante Conolly Abel Smith (2 episódios)
- Sophie Leigh Stone como Princesa Alice, mãe do Príncipe Phillip (2 episódios)
- Guy Williams como Príncipe Andrew, pai do Príncipe Phillip  (2 episódios)
- Leonie Benesch como Princesa Cecile, irmã do Príncipe Philip (2 episódios)
- Simon Paisley Day como Meryn Lewis (2 episódios)
- Mark Tandy como Cecil Beaton, fotografo e figurinista inglês (4 episódios)
- Sylvestra Le Touzel como Lady Dorothy Macmillan (4 episódios)
- Catherine Bailey como Lady Elizabeth Cavendish (2 episódios)
- Joseph Kloska como Henry "Porchey" Herbert (2 episódios)
- Paul Clayton como Bob Boothby (2 episódios)
- Yolanda Kettle como Camilla Fry (2 episódios)
- Ed Cooper Clarke como Jeremy Fry (2 episódios)
- Alice Hewkin como Jacqui Chan (2 episódios)
- Ryan Sampson como Dudley Moore, ator britânico (2 episódios)
- Tim Steed como John Profumo, político britânico (2 episódios)
- Lyla Barrett-Rye como Princesa Anne jovem (4 episódios)
- Robert Irons como Freddie Bishop (2 episódios)
- Patrick Warner como Peter Cook (2 episódios)
- James Laurenson como Doctor Weir (2 episódios)
- Oliver Maltman como Jim Orr (2 episódios)
- David Annen como Alec Douglas-Home (2 episódios)
- Richard Lintern como Stephen Ward (2 episódios)
- Grace e Amelia Gilmour como Princesa Anne criança[12] (não creditadas)

### Convidado
Os atores listados abaixo só aparecem em um episódio durante a temporada.
- Amir Boutrous como Gamal Abdel Nasser, presidente do Egito
- Julius D'Silva como Baron Nahum
- Patrick Ryecart como Bernard Fitzalan-Howard, Duque de Norfolk
- Anna Madeley como Clarissa Eden, esposa de Anthony Eden
- Tom Durant-Pritchard as Billy Wallace
- Pip Carter como Colin Tennant
- Abigail Parmenter como Judy Montagu
- Josh Taylor como Johnny Dalkeith, político escocês
- Jo Herbert como Mary Charteris
- Danny Sapani como Kwame Nkrumah, presidente de Gana
- Richard Clifford como Norman Hartnell, designer de moda inglês
- Sam Crane como Patrick Plunket
- Julian Ovenden como Robert F. Kennedy, político norte-americano
- Clare Holman como Princesa Marina, Duquesa de Kent, tia da Rainha Elizabeth II

## Episódios
| N.º na série | N.º na temp. | Título                                              | Dirigido por       | Escrito por                | Lançamento            |
| --- | ------------ | --------------------------------------------------- | ------------------ | -------------------------- | --------------------- |
| 11 | 1            | "Misadventure"                                      | Philip Martin      | Peter Morgan               | 8 de dezembro de 2017 |
| Em fevereiro de 1957, Elizabeth e Philip discutem o estado de seu casamento enquanto estavam a bordo do HMY Britannia em Lisboa, Portugal, ambos reconhecendo que o divórcio não é uma opção. Cinco meses antes, quando Philip se prepara para embarcar em sua viagem real, Elizabeth se convence de que ele está tendo um caso depois de encontrar uma fotografia da eminente bailarina russa Galina Ulanova em sua pasta. No 10 Downing Street, o Chanceler do Tesouro Harold Macmillan desafia a solução de Eden para a aquisição do Canal de Suez pelo Egito, mas no final concorda com a intervenção militar. O tio de Philip, Duque Mountbatten, avisa Elizabeth sobre o plano, sobre o qual ela confronta Eden depois de saber que Israel invadiu a Península do Sinai. Eden revela que a invasão planejada é parte de um acordo secreto entre os governos israelense, francês e britânico para recuperar o canal sem a aprovação do Parlamento ou das Nações Unidas. Elizabeth relutantemente dá seu apoio e vai ver Ulanova atuar enquanto as forças britânicas começam a entrar no Egito. |              |                                                     |                    |                            |                       |
| 12 | 2            | "A Company of Men" "(Uma Companhia de Homens)" (BR) | Philip Martin      | Peter Morgan               | 8 de dezembro de 2017 |
| Depois que a pressão política internacional o força a retirar todas as forças britânicas do Egito e prejudica sua reputação, Eden viaja para a Jamaica com sua esposa. Philip continua sua viagem, pontuada por uma entrevista que ele abandona quando o repórter pergunta sobre a história de sua família. No Natal, Philip faz um discurso de rádio sincero, levando Elizabeth a informá-lo que sua família o espera como parte de seu próprio discurso de Natal. Enquanto isso, Eileen Parker, esposa do secretário particular de Philip, Michael, dá início ao processo de divórcio por infidelidade. Charteris avisa Adeane que as possíveis consequências podem fazer com que a imprensa comece a fazer perguntas sobre o próprio casamento de Elizabeth e Philip. |              |                                                     |                    |                            |                       |
| 13 | 3            | "Lisbon" "(Lisboa)" (BR)                            | Philip Martin      | Peter Morgan               | 8 de dezembro de 2017 |
| Eden retorna da Jamaica apenas para perceber que o Gabinete e o Partido Conservador, que o culpam pelas consequências da crise de Suez, se voltaram contra ele. Quando ele se demite e Macmillan se torna primeiro-ministro, Adeane trabalha com Lascelles para mudar a opinião de Eileen sobre o divórcio. Eles falham, no entanto, Elizabeth, Philip e Michael descobrem sobre o processo da separação. A tentativa de Elizabeth de falar com Eileen também falha e Philip força Michael a renunciar quando a história do divórcio se torna de conhecimento público. Elizabeth encerra a viagem real antes ao chegar no Britannia que está em Lisboa, Portugal, ela conversa em particular com Philip sobre seu casamento. Filipe deixa claro que se ressente de que Charles o supere e deseja mais respeito dos cortesãos e da equipe do palácio. Em 22 de fevereiro de 1957, Philip é nomeado Príncipe do Reino Unido, recebendo a reverência de "Sua Alteza Real o Príncipe Philip, Duque de Edimburgo". |              |                                                     |                    |                            |                       |
| 14 | 4            | "Beryl" "(Berilo)" (BR)                             | Benjamin Caron     | Amy Jenkins & Peter Morgan | 8 de dezembro de 2017 |
| Ainda se recuperando de sua decisão de não se casar com Townsend, Margaret aceita uma proposta do amigo íntimo Billy Wallace e, depois de receber a bênção de Elizabeth, planeja anunciar a união durante uma festa de gala que celebra o décimo aniversário de casamento de Elizabeth e Philip. Na noite do anúncio, no entanto, Margaret rompe o noivado depois de encontrar Wallace bêbado se recuperando dos ferimentos que recebeu durante um duelo. Na noite seguinte, após uma discussão com a Rainha-Mãe sobre seu retrato de aniversário, Margaret conhece o fotógrafo Antony Armstrong-Jones em uma festa e concorda em deixá-lo tirar uma foto dela. Algum tempo depois, ela foge para o estúdio de Tony para uma sessão. Ele tira várias fotos, depois das quais Margaret pede que ele envie uma para os jornais. No dia seguinte, a foto, em que Margaret parece estar nua, é publicada com grande choque. Enquanto isso, Macmillan pressiona sua esposa a encerrar seu caso, mas depois percebe que ela ainda está vendo seu amante depois de ouvi-los ao telefone. |              |                                                     |                    |                            |                       |
| 15 | 5            | "Marionettes" "(Marionetes)" (BR)                   | Philippa Lowthorpe | Peter Morgan               | 8 de dezembro de 2017 |
| Em resposta a um discurso proferido por Elizabeth em uma fábrica de automóveis, Lord Altrincham escreve um artigo mordaz que critica seu estilo de falar em público e a atitude da classe alta de sua corte. Tanto o público em geral quanto a imprensa são inicialmente contra Altrincham, mas começam a apoiá-lo depois que ele argumenta que a monarquia deve se adaptar à sociedade do pós-guerra durante uma aparição na televisão. Depois que Macmillan a lembrou da tendência das nações de abolir suas monarquias, Elizabeth marca um encontro com Altrincham, durante o qual ela concorda em transmitir a próxima Mensagem Real de Natal e abrir o Baile de Debutante para seus súditos. Seis meses depois, a rainha-mãe expressa seu constrangimento com a perda de autoridade da monarquia ao dar uma festa no jardim. |              |                                                     |                    |                            |                       |
| 16 | 6            | "Vergangenheit"                                     | Philippa Lowthorpe | Peter Morgan               | 8 de dezembro de 2017 |
| Em 1945, na floresta da Turíngia, Alemanha, um oficial alemão conduz soldados americanos a uma caixa de documentos ultrassecretos que antes pertenciam ao tradutor pessoal de Hitler. Depois que tradutores britânicos relatam seu conteúdo, Churchill informa ao rei George, que o incumbe de manter os documentos inéditos. Em 1958, enquanto se preparava para encontrar o evangelista americano Billy Graham, Elizabeth recebe um pedido de seu tio David, o duque de Windsor, para voltar a entrar no país: é parte de seu plano secreto encontrar um papel influente nos assuntos da Grã-Bretanha. Na chegada, ele começa a convencer ex-bajuladores a apoiarem seu retorno. Enquanto isso, os historiadores descobrem os documentos suprimidos, agora intitulados Arquivos de Marburg. Adeane e a rainha-mãe trazem o assunto a Elizabeth e revelam um pouco da relação do duque com o alto comando nazista. Elizabeth encontra o duque; ele pede um trabalho, mas ela está dividida entre o que sabe e suas crenças cristãs, que sugerem perdão. Elizabeth se aproxima de Lascelles e descobre toda a verdade sobre o relacionamento de David com Hitler. Ela recusa o pedido do duque para um trabalho e, quando ele a insulta, repreende-o por trair seu país. Ela busca conselho espiritual do Revd. Graham, que a aconselha a orar por aqueles que ela não consegue perdoar. |              |                                                     |                    |                            |                       |
| 17 | 7            | "Matrimonium" "(Matrimônio)" (BR)                   | Benjamin Caron     | Peter Morgan               | 8 de dezembro de 2017 |
| Depois de saber que Townsend está noivo de uma mulher muito mais jovem do que ele, Margaret pressiona Tony a propor casamento. Como Elizabeth está grávida de seu terceiro filho, entretanto, o protocolo a impede de anunciar o noivado. Adeane e Lascelles descobrem que Tony está envolvido em uma série de relações sexuais, uma delas com uma mulher provavelmente grávida de seu filho. Em 19 de fevereiro de 1960, após dar à luz o filho, o príncipe Andrew, Elizabeth decide não contar a Margaret. Oito meses depois, Margaret e Tony se casam na Abadia de Westminster. |              |                                                     |                    |                            |                       |
| 18 | 8            | "Dear Mrs. Kennedy" "(Prezada Sra. Kennedy)" (BR)   | Stephen Daldry     | Peter Morgan               | 8 de dezembro de 2017 |
| Elizabeth convida John F. e Jackie Kennedy para jantar no Palácio de Buckingham, durante o qual ela encontra não simpatiza muito com a primeira-dama. No dia seguinte, ela descobre que Jackie insultou ela e o palácio em uma festa. Sentindo-se desafiada, Elizabeth viaja para Gana e se encontra com o presidente Kwame Nkrumah, cujos laços com a União Soviética têm causado preocupação em todo o governo britânico. Ela o convence a cortar todos os laços com a União Soviética e realinhar Gana com o Reino Unido depois de dançar o foxtrote. Algum tempo depois, uma visita de Jackie que se encontra com Elizabeth no Castelo de Windsor e se desculpa por seu comportamento anterior, explicando que ela estava sob a influência de "substâncias" na época. Elizabeth confidencia a Philip, perguntando se ela deveria ter respondido de uma forma pessoal. Em 22 de novembro de 1963, depois de assistir à cobertura do assassinato de John F. Kennedy, Elizabeth organiza uma semana de luto para ser observada dentro da casa e para que os sinos da Abadia de Westminster sejam tocados antes de escrever uma carta para Jackie não mostrada ao público. |              |                                                     |                    |                            |                       |
| 19 | 9            | "Paterfamilias"                                     | Stephen Daldry     | Tom Edge e Peter Morgan    | 8 de dezembro de 2017 |
| Philip consegue que Charles frequente Gordonstoun em Moray, Escócia, apesar dos protestos de Elizabeth e Louis, ambos recomendando o Eton College. Philip, no entanto, consegue o que quer depois de usar seu acordo com Elizabeth para obrigá-la a apoiá-lo. Enquanto levava Charles para a escola, Philip relembra seu tempo em Gordonstoun, bem como a morte de sua irmã mais velha Cecile e sua família, pela qual seu pai, o Príncipe Andrew, o culpava. Charles luta com o currículo rigoroso de Gordonstoun e, no dia de um evento escolar, desaparece apenas para que seu segurança o encontre chorando. Philip leva Charles para casa logo em seguida, advertindo-o por ser "extremamente fraco" depois que uma tentativa de dar-lhe uma conversa de vitalidade falha. |              |                                                     |                    |                            |                       |
| 20 | 10           | "Mystery Man" "(Homem Misterioso)" (BR)             | Benjamin Caron     | Peter Morgan               | 8 de dezembro de 2017 |
| Em março de 1963, uma relação sexual entre o Secretário de Estado da Guerra John Profumo e a modelo Christine Keeler tornou-se de conhecimento público, jogando o governo no caos. Enquanto a imprensa especula sobre um "homem misterioso" em uma fotografia tirada em uma festa organizada pelo osteopata londrino Stephen Ward, que é acusado de crimes de imoralidade, Margaret e Tony notam semelhanças que ele e Philip compartilham. Ward mais tarde comete suicídio por overdose, após o que a polícia revistou seus pertences e encontrou um retrato desenhado à mão de Philip. Macmillan se demite por motivos de saúde e é sucedido por Alec Douglas-Home, cujo relacionamento próximo com a família real torna a nomeação controversa. Elizabeth pergunta a Philip se ele é o homem misterioso e o confronta com a fotografia de Ulanova. Philip admite conhecer Ward em uma capacidade menor, tendo visitado sua clínica no ano anterior depois de machucar o pescoço, mas nega ir às suas festas antes de reafirmar seu amor e apoio a Elizabeth. No ano seguinte, Elizabeth dá à luz seu quarto filho. |              |                                                     |                    |                            |                       |

## Lançamento
A segunda temporada foi lançada na Netflix em todo o mundo em sua totalidade em 8 de dezembro de 2017. A 2ª temporada foi lançada em DVD e Blu-ray no Reino Unido em 22 de outubro de 2018 e mundialmente em 13 de novembro de 2018.

## Recepção
O Rotten Tomatoes relatou um índice de aprovação de 89% para a segunda temporada com base em 83 avaliações, com uma classificação média de 8,35/10. O consenso crítico do site diz: "The Crown continua seu reinado com uma segunda temporada autoconfiante que se entrega a alto drama e trajes suntuosos." No Metacritic, a segunda temporada tem uma pontuação de 87 em 100, com base em 27 críticos, mantendo a indicação da primeira temporada de "aclamação universal".
1. ↑  Singh, Anita (19 de agosto de 2015). «£100m Netflix Series Recreates Royal Wedding». The Daily Telegraph (em inglês). Consultado em 18 de novembro de 2016. Cópia arquivada em 22 de março de 2016
2. 1 2  Sandwell, Ian (23 de janeiro de 2017). «Downton Abbey's Matthew Goode is joining the cast of Netflix's The Crown». Digital Spy. Consultado em 25 de janeiro de 2017
3. ↑  Tartaglione, Nancy (9 de fevereiro de 2017). «'The Crown' Adds Michael C Hall & Jodi Balfour As Jack & Jackie Kennedy». Deadline Hollywood (em inglês). Consultado em 9 de fevereiro de 2017
4. ↑  Maslow, Nick (20 de janeiro de 2018). «The Crown: Paul Bettany in talks to play Prince Philip». Entertainment Weekly (em inglês). Consultado em 21 de janeiro de 2018
5. ↑  Miller, Julie (8 de dezembro de 2017). «The Crown: What Really Happened When Queen Elizabeth Met John and Jackie Kennedy». Vanity Fair (em inglês). Consultado em 11 de janeiro de 2019
6. ↑  «The Crown: Who was the real Lord Altrincham?». RadioTimes (em inglês). Consultado em 6 de dezembro de 2019
7. 1 2  Singh, Anita (19 de agosto de 2015). «£100m Netflix Series Recreates Royal Wedding». The Daily Telegraph (em inglês). Consultado em 18 de novembro de 2016. Cópia arquivada em 22 de março de 2016
8. ↑  Lloyd, Kenji (7 de janeiro de 2016). «The Crown trailer: First look at Peter Morgan's Netflix drama». Final Reel (em inglês). Consultado em 7 de janeiro de 2016
9. ↑  Lee, Sarah (1 de novembro de 2016). «Filming The Crown: on the set of the lavish Netflix series – in pictures». The Guardian (em inglês). Consultado em 11 de fevereiro de 2017
10. 1 2  «The Crown Season Two: Representation vs Reality» (em inglês). Netflix. 11 de dezembro de 2017. Consultado em 2 de janeiro de 2018
11. ↑  Thorpe, Vanessa (21 de agosto de 2015). «Why Britain's psyche is gripped by a different kind of royal fever». The Guardian (em inglês). Consultado em 4 de novembro de 2016
12. ↑  Lacey, Robert. The Crown: The Inside History. London: Blink Publishing, 2017. 354.
13. ↑  Otterson, Joe (10 de agosto de 2017). «'The Crown' Season 2 Sets Premiere Date, Releases First Trailer». Variety. Consultado em 10 de agosto de 2017
14. ↑  «The Crown - Season 2 [DVD] [2018]». amazon.co.uk. 28 de setembro de 2018. Consultado em 28 de setembro de 2018
15. ↑  «The Crown (TV Series)». dvdsreleasedates.com. 13 de novembro de 2018. Consultado em 28 de setembro de 2018
16. ↑  «The Crown:Season 2». Rotten Tomatoes (em inglês). Consultado em 5 de novembro de 2019
17. ↑  «The Crown: Season 2». metacritic (em inglês). Consultado em 16 de fevereiro de 2019